# 大衛·考昔爾
大衛·考昔爾（David Causier，1973年—），是一名英格蘭英式撞球選手。他曾經6次獲得世界撞球錦標賽冠軍，其中2013年、2016年僅贏得短局制，2015年、2017年則是短局制與長局制雙冠王；他還獲得4次亞軍，包括2004年（僅辦定時制）、2011年（僅辦長局制）、2013年（長局制）及2016年（定時制）。